# Barnas
Barnas ist eine französische Gemeinde mit 207 Einwohnern (Stand 1. Januar 2022) im Département Ardèche in der Region Auvergne-Rhône-Alpes. Die Bewohner werden Barnassiens und Barnassiennes genannt.

## Geografie
Die Gemeinde erstreckt sich entlang des Flusses Ardèche und reicht im Norden bis zu den Gipfeln der Cevennen. Sie ist Teil des Regionalen Naturparks Monts d’Ardèche. Nach Aubenas sind es 25 Kilometer.

## Geschichte
Barnas wurde erst 1913 eigenständige Kommune, zuvor gehörte der Ort der benachbarten Gemeinde Mayres an. Das Schloss von Chadenac diente damals als gut ausgebauter Nachtposten.

### Bevölkerungsentwicklung
| Jahr                       | 1962 | 1968 | 1975 | 1982 | 1990 | 1999 | 2008 | 2018 |
| Einwohner                  | 352  | 307  | 219  | 206  | 214  | 204  | 209  | 208  |
| Quellen: Cassini und INSEE |      |      |      |      |      |      |      |      |

## Kultur und Sehenswürdigkeiten
Die Gemeinde Barnas lebt sehr vom Tourismus und es gibt eine hohe Anzahl von Zweitwohnsitzen im Dorf. Vor allem die Landschaft entlang der Schluchten der Ardèche sowie das Panorama des Abrahamfelsens sind beliebte Ausflugsziele. Eine moderne Holzbrücke verbindet das linke mit dem rechten Flussufer.
Der Turm von Chapdenac und die Kirche Saint-Théophrède aus dem 19. Jahrhundert sind ebenfalls sehenswert.